# 斯库岛
斯库岛（或），为法罗群岛中部的一个岛屿，位于桑岛南边。岛屿面积为10平方公里，人口数量为33人（2021年1月）。
岛名来源于岛上众多的大賊鷗。岛上只有一个定居点在东岸。岛上有两座山峰，高度分别为392米和291米。

## 历史
14世纪时除了一位妇女外岛上所有的人都死于黑死病，幸存者的小屋保留至今。

## 图集

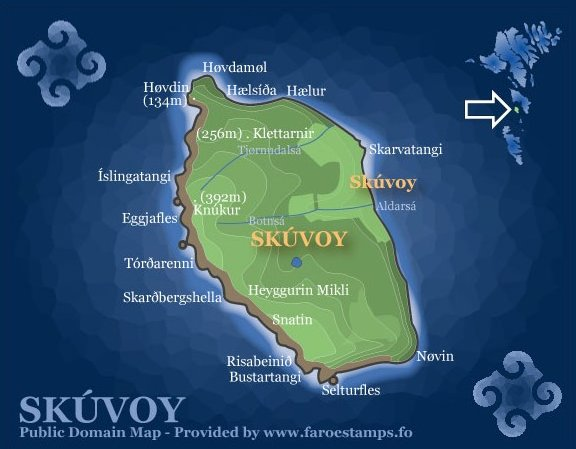
斯库岛地图
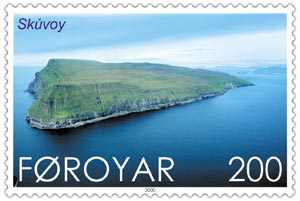
邮票上的斯库岛
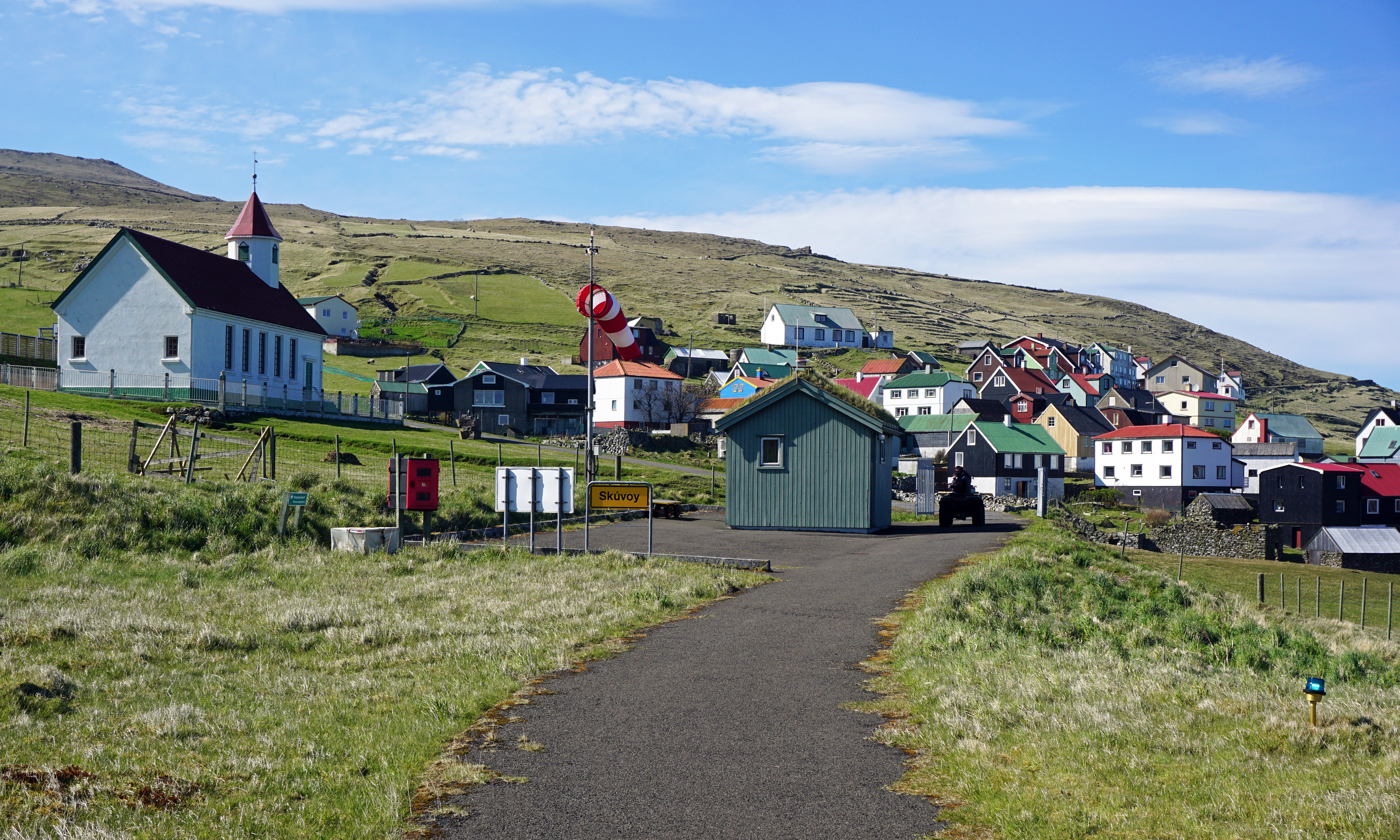
岛上的村庄
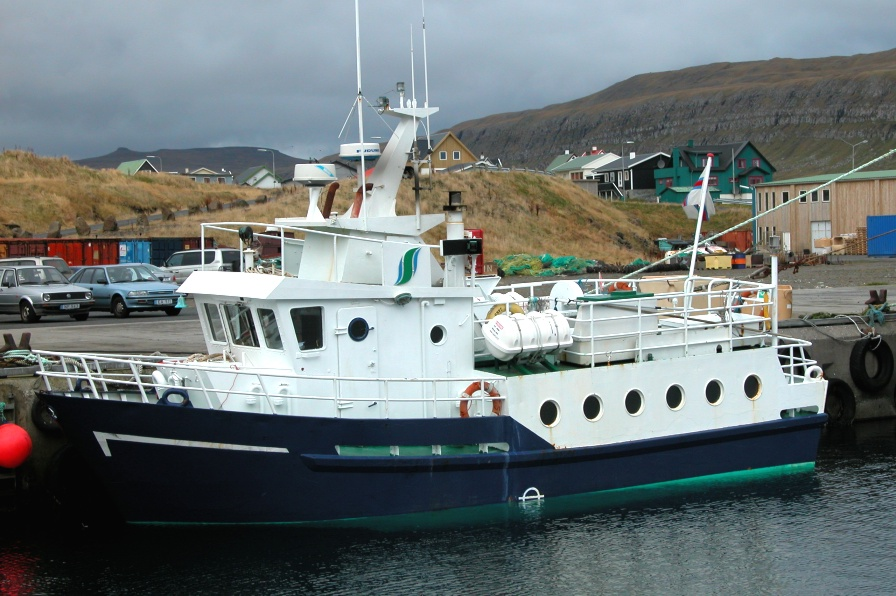
前往斯库岛的轮渡